# Mantel

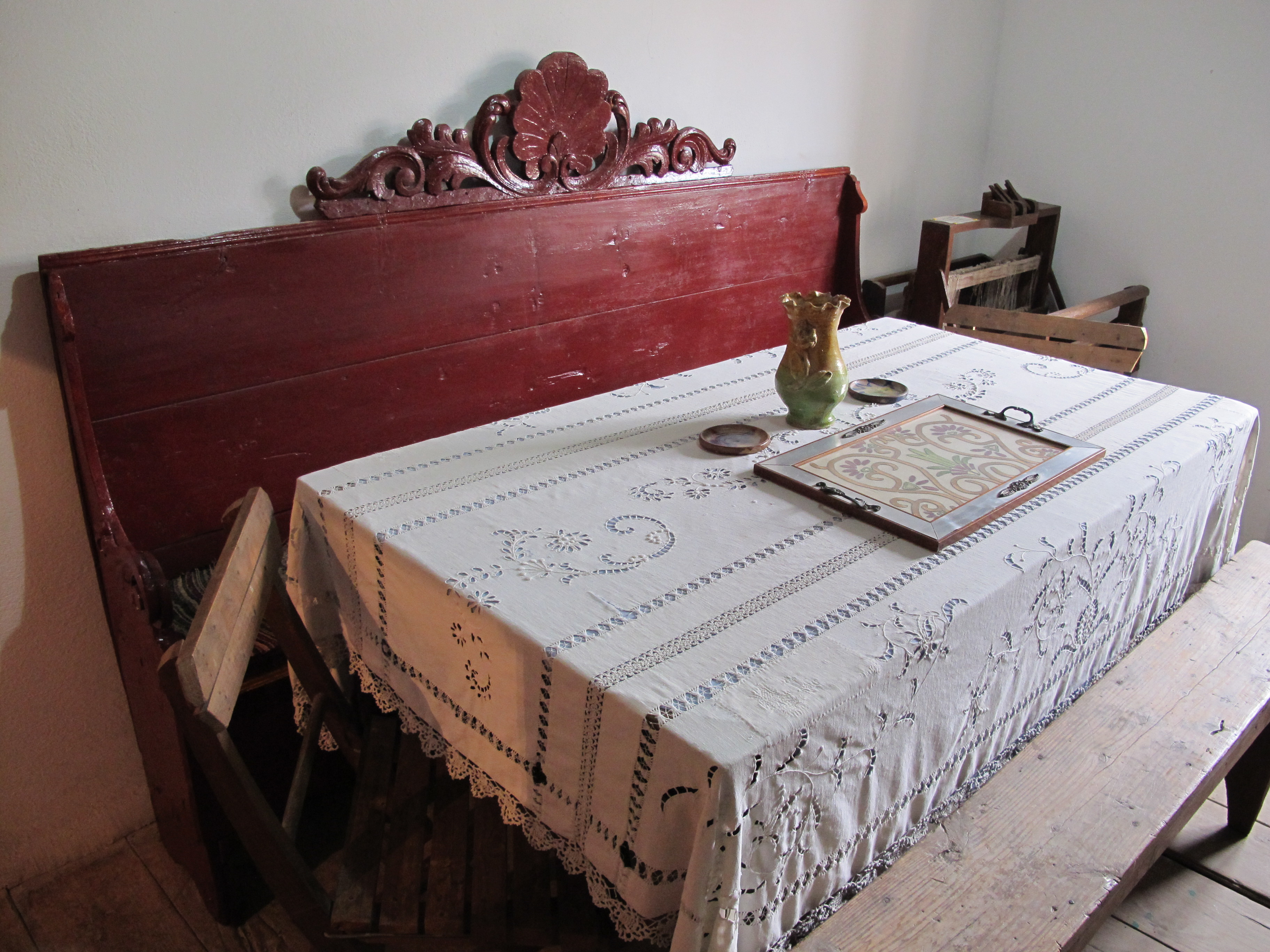
Mantel de mesa blanco, sobre el que se colocan utensilios y comida.

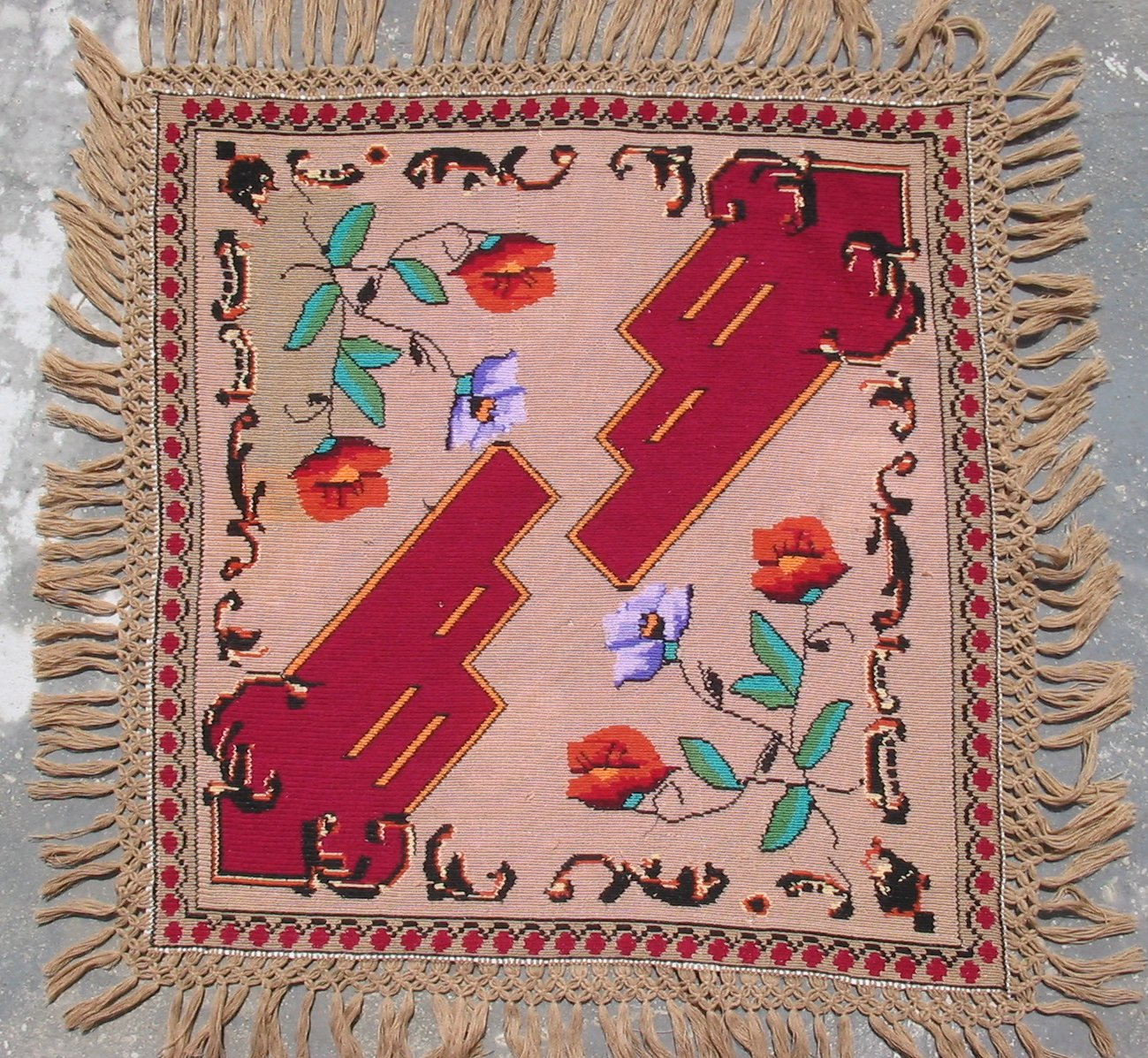
Mantel tradicional rumano hecho en Maramureş

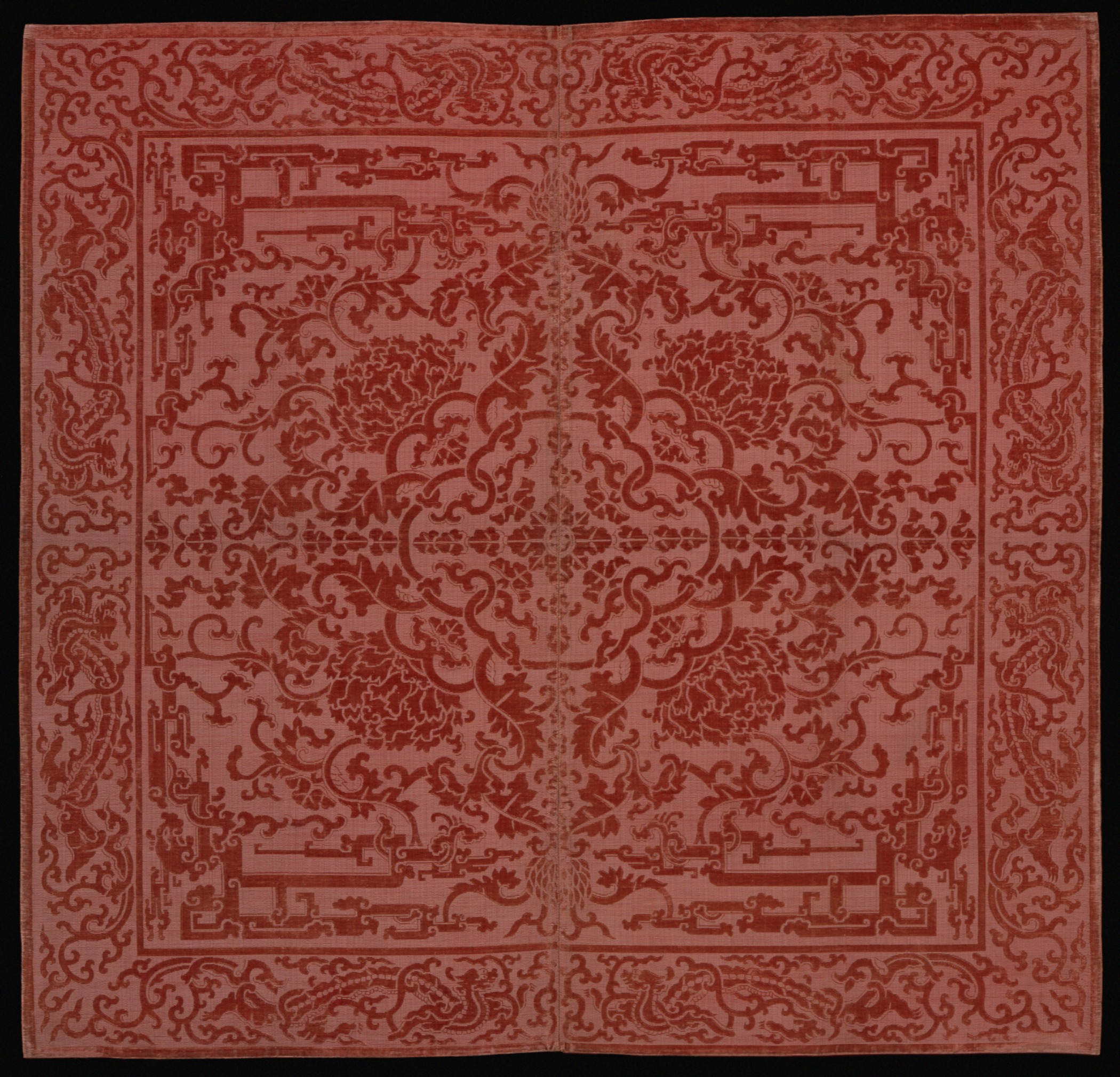
Cubierta para mesa cuadrada, Dinastía Qing, 1736–1795, China. Terciopelo de seda.

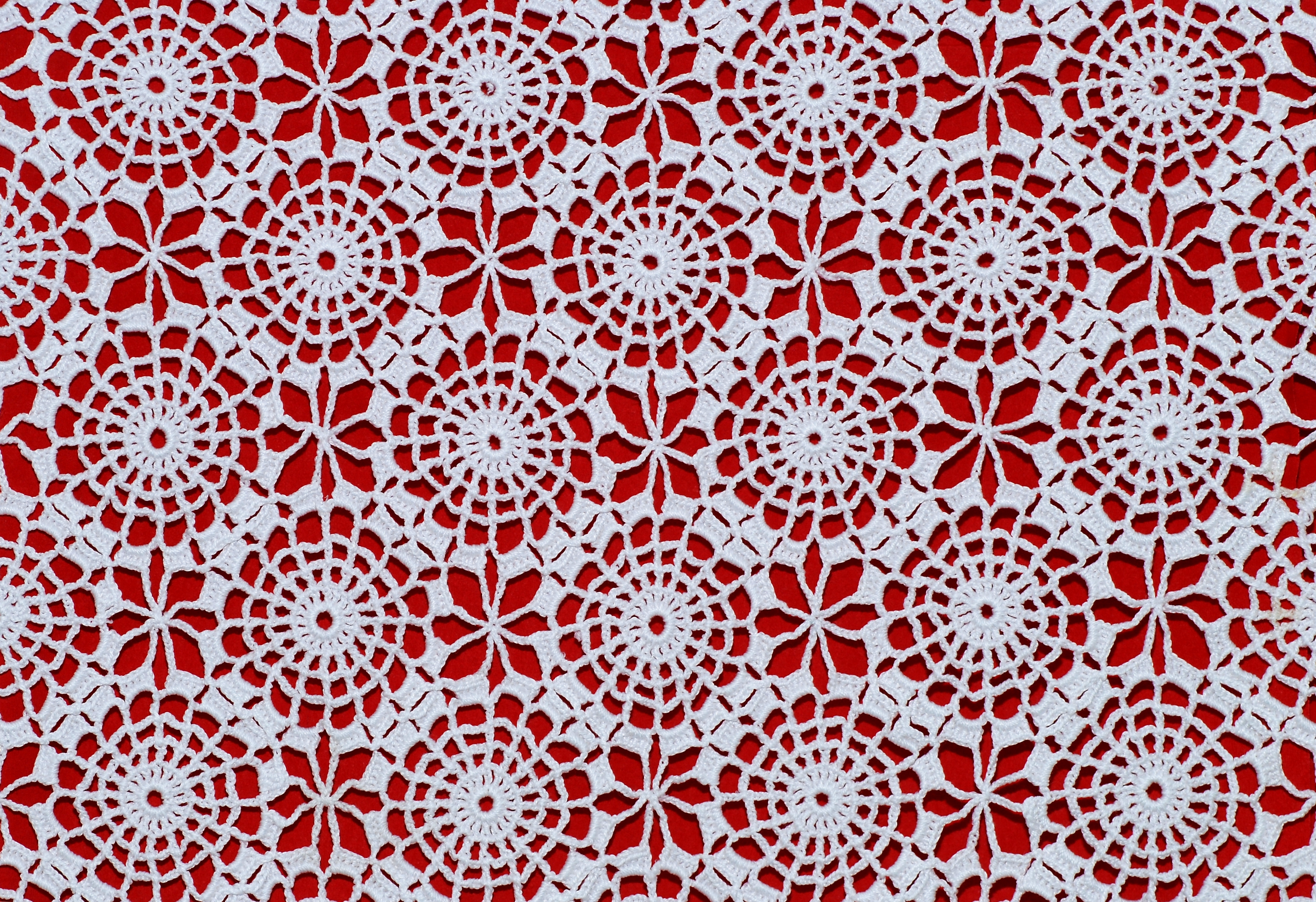
Detalle de mantel de crochet

El mantel es una cubierta de lino, algodón, plástico u otra materia, que se coloca en la mesa para realizar un montaje de mesa o para colocar alimentos. Es por tanto, el vestido principal de la mesa. Es innumerable la cantidad de diseños y características posibles ya sea para comidas familiares o incluso para aquellas con mayores exigencias protocolarias. Las primeras suelen ser más informales, se rigen principalmente por la practicidad y funcionalidad, sin embargo, las segundas siguen las directrices de la estética, corrección y estilo sin perder de vista el aspecto funcional que toda mesa debe tener.

## Formas y tamaños
Las formas más comunes para manteles son círculo, cuadrado, cuadrara, óvalo y rectángulo. Los manteles usualmente tienen una "caída", que es la sección de mantel que cae debajo de la mesa. Usualmente es de 15 a 40 cm en cada lado de la mesa, siendo más corta para ocasiones casuales, y más larga para ocasiones formales. Algunas veces, la caída llega hasta el piso. 

## Materiales
Hoy en día, los manteles son hechos típicamente de algodón, o de mezcla algodón-poly, o de un material cubierto en PVC por su fácil limpieza. Sin embargo, pueden ser de casi cualquier material, siendo algunos incluso de delicada seda tejida. 
La facilidad de limpiar es una consideración importante para los manteles de mesa, ya que se ensucian fácilmente. Es común que, encima del mantel, se provea un mantel individual que enmarca el sitio del comensal, y evita ensuciar el mantel de la mesa. 

## Casos especiales
En Perugia, las manteles y servilletas se han fabricado desde épocas medievales. Usualmente son blancos con bandas y patrones de color azul.
En los interiores de la época victoriana, se utilizaban manteles densos, pesados, en colores profundos, que usualmente llegaban al suelo.

## La mantelería como arte
Es frecuente utilizar un bajo-mantel o muletón con finalidades tan importantes como evitar el deslizamiento del propio mantel superior, evitar asimismo ruidos desagradables durante el servicio y la comida, proteger la mesa de golpes, impedir que el derrame de líquidos pueda ocasionar desperfectos en el acabado del mueble, así como proteger la mesa de platos y demás utensilios calientes, evitar humedades por el derrame de líquidos y proteger la mesa de golpes.
Según los tratados de restauración y protocolo un mantel debe ser lo suficientemente grande como para cubrir al completo la mesa pero sin llegar a establecer contacto con el suelo. Por lo general este elemento no debe sobrepasar el tercio de la distancia que haya desde la mesa hasta el suelo.
El mantel puede conjuntarse con los diferentes materiales que componen la mesa, así sea con la vajilla, cubiertos, elementos florales y por supuesto con las servilletas. El color más utilizado suele ser el blanco, mientras que el negro uno de los menos utilizados,
```
las distintas tonalidades de los colores pastel o incluso la gama del marfil. También es relativamente frecuente el uso de manteles con cierta carga temática en determinadas celebraciones como 
Navidad
, fiestas de 
cumpleaños
, etc. Por su parte las servilletas deben estar a juego con el mantel, o en su defecto ir conjuntadas con él. El lugar de la colocación de ésta es variable según la fuente consultada, aunque si es cierto que parece existir cierta avenencia acerca de que no debe ser dispuesta sobre el plato o en el interior de la copa o vaso.
```

Aparte de su producción en núcleos industriales existe una destacada representación de la mantelería desde el punto de vista artesanal en determinados enclaves mundiales, incluyendo técnicas de bordado, troquelado y diferentes prácticas de costura.

## En el arte

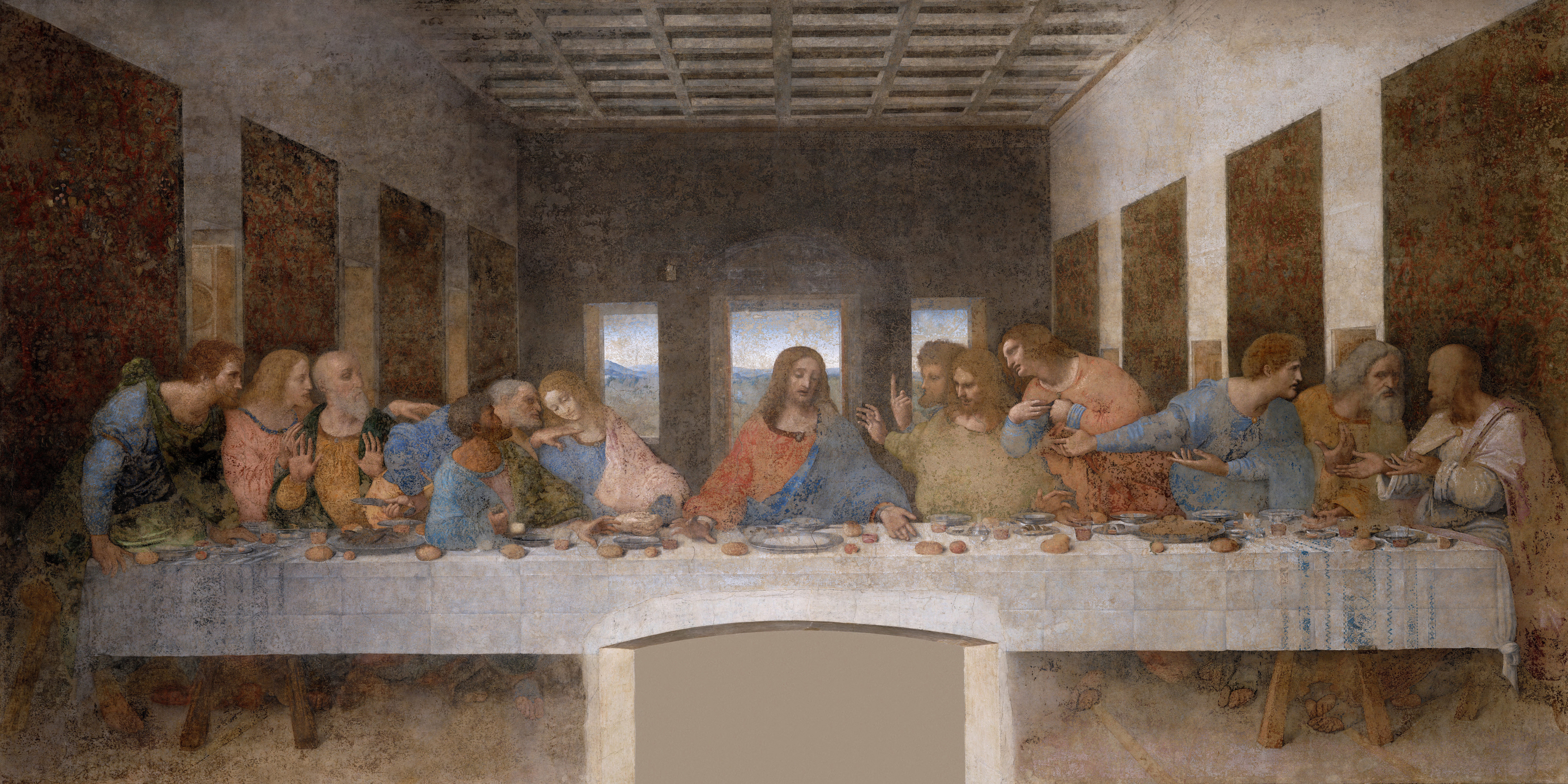
Mantel de mesa blanco, sobre el que se colocan utensilios y comida.

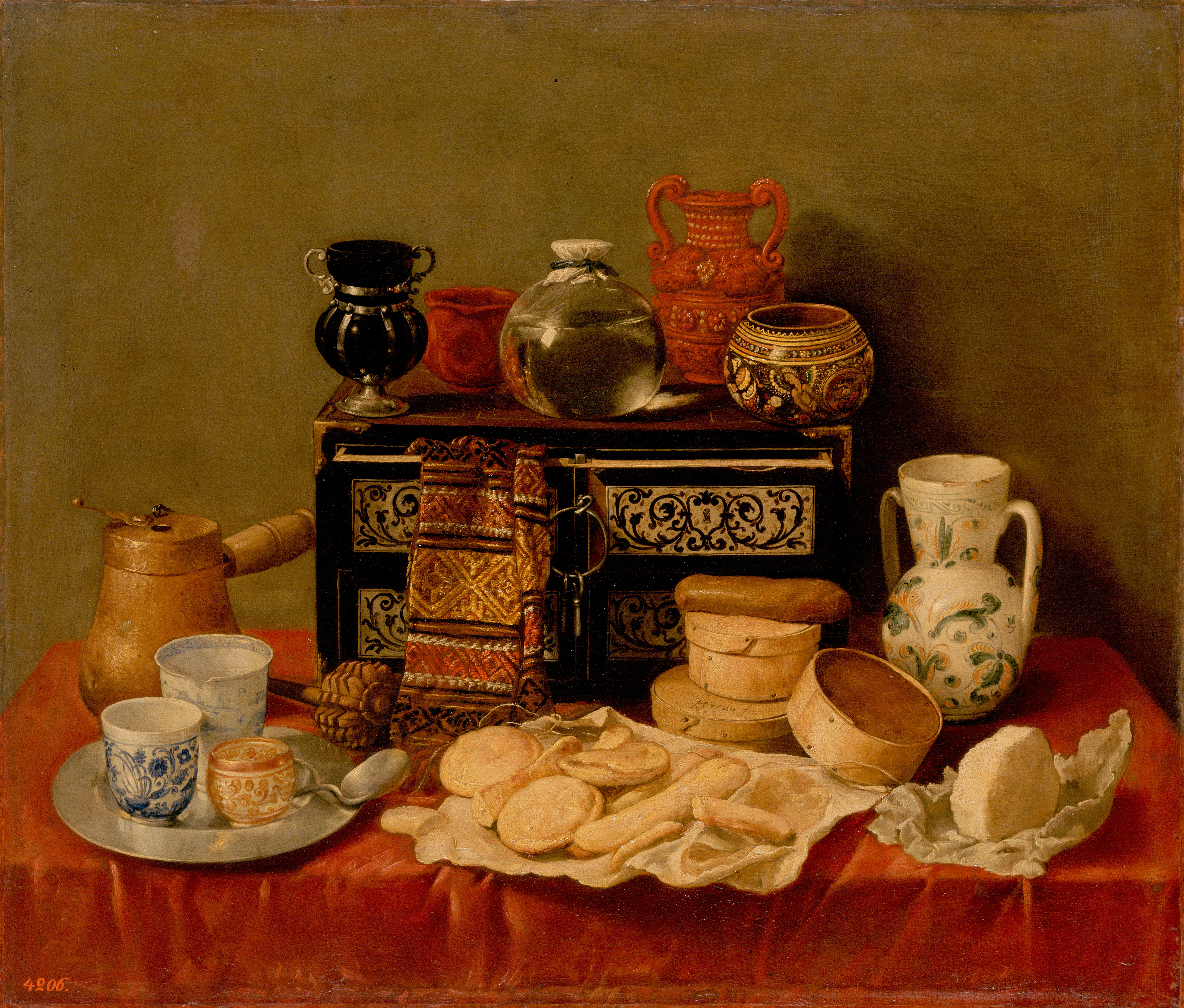
Mantel rojo en el cuadro Naturaleza muerta con baúl de ébano de Antonio de Pereda, 1652

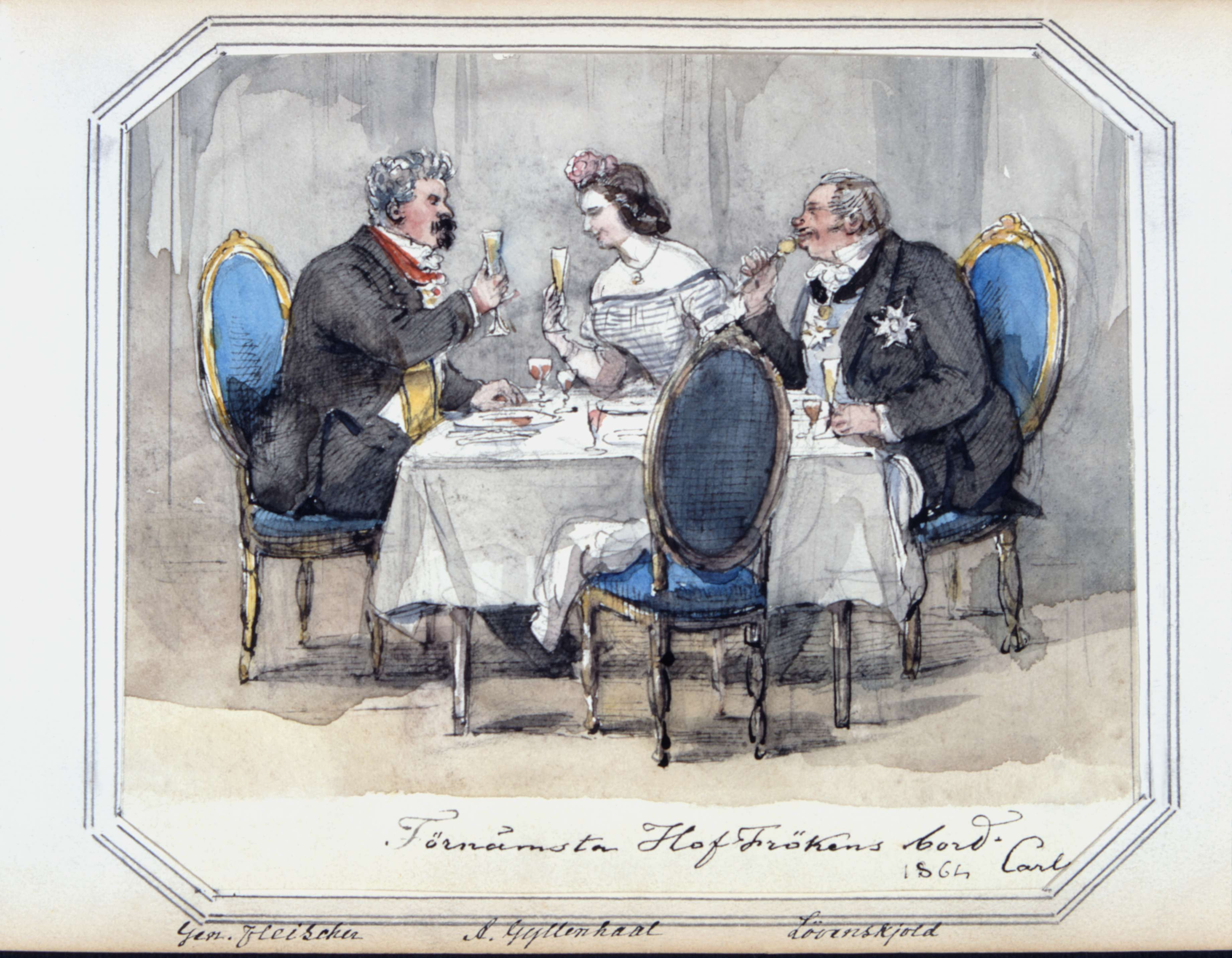
Mantel blanco con comensales departiendo en la pintura Förnämsta Hof-Frökens bord de Fritz von Dardel, Suecia, 1864

Es usual que manteles sean ilustrados en numerosas expresiones artísticas, especialmente en la pintura. Tal vez uno de los manteles más famosos de la historia es el mantel rectangular que cubría la larga mesa en La Última Cena, de Leonardo Da Vinci. Así mismo, es posible encontrarlos en cuadros de naturaleza muerta u otras ilustraciones de la vida cotidiana.